# رافائيل سيلفا
رافائيل سيلفا (23 أبريل 1992 بكويابا في البرازيل - ) هو لاعب كرة قدم برازيلي في مركز الدفاع . لعب مع نادي بوا إيسبورت ونادي الفيصلي السعودي.

## وصلات خارجية
- رافائيل سيلفا على موقع قاعدة بيانات كرة القدم.إي يو (الإنجليزية)
- رافائيل سيلفا على موقع Soccerway.com (الإنجليزية)
- رافائيل سيلفا على موقع عالم كرة القدم.نت (الإنجليزية)